# Chiesa di San Nicolò e San Severo
La chiesa di San Nicolò e San Severo è la parrocchiale di Bardolino, in provincia di Verona sul lago di Garda. Risale al XIX secolo.

## Storia

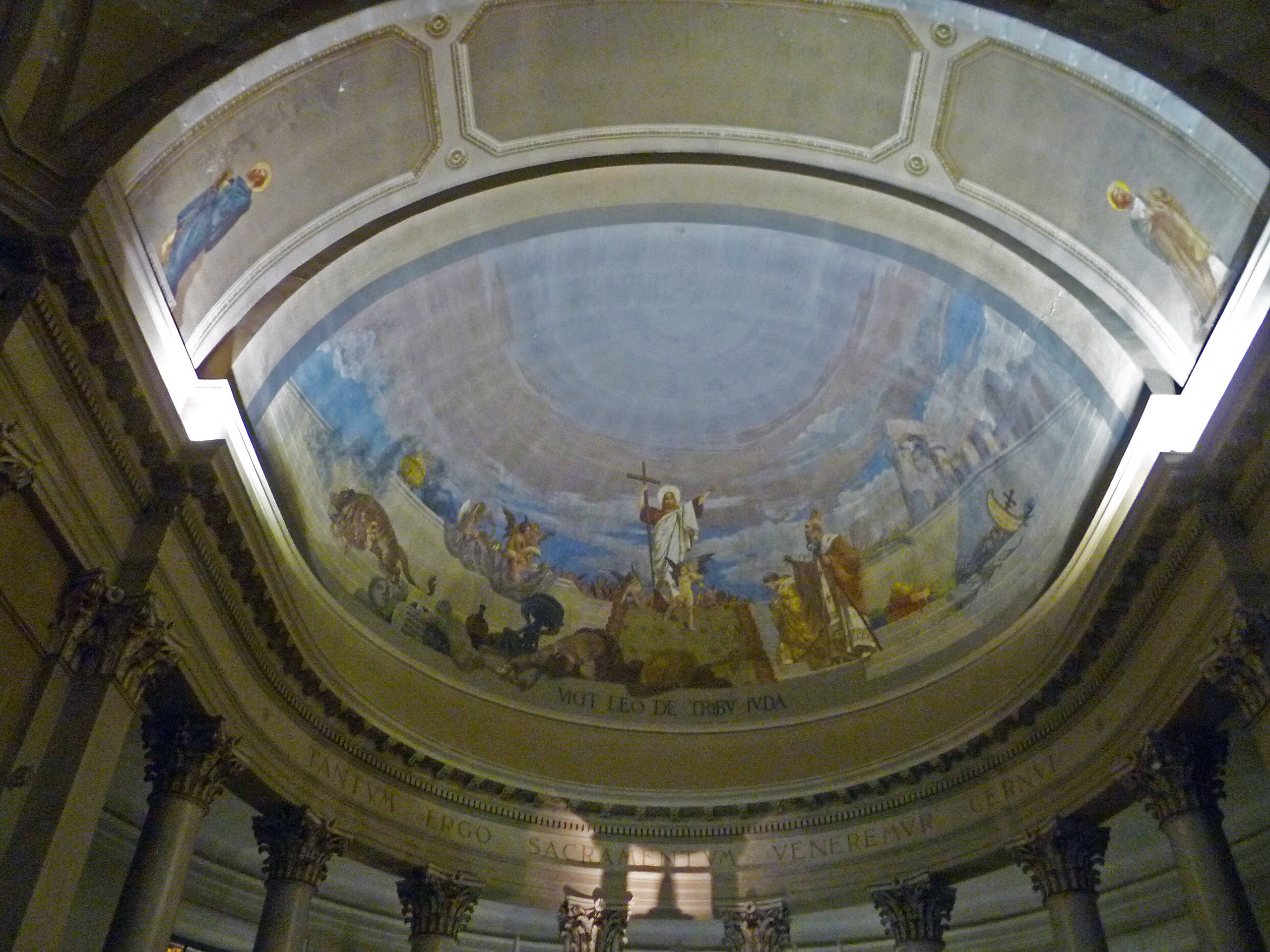
Il catino absidale.

Fu papa Lucio III a consacrare nel 1185, secondo la tradizione popolare, la primitiva chiesa di San Nicolò a Bardolino, ma la documentazione ufficiale rimanda al 1223 la sua prima citazione.
Ottenne dignità parrocchiale già prima del 1460, e questo lo si ricava dagli atti visitali del 6 maggio di quell'anno.
Nella prima metà del XIX secolo l'edificio originario, non più adeguato alle necessità dei fedeli, venne demolito e ricostruito sullo stesso sito secondo il progetto presentato da Bartolomeo Giuliari. Per l'edificazione del pronao, che completò la facciata del tempio, si dovette poi aspettare sino al 1880.

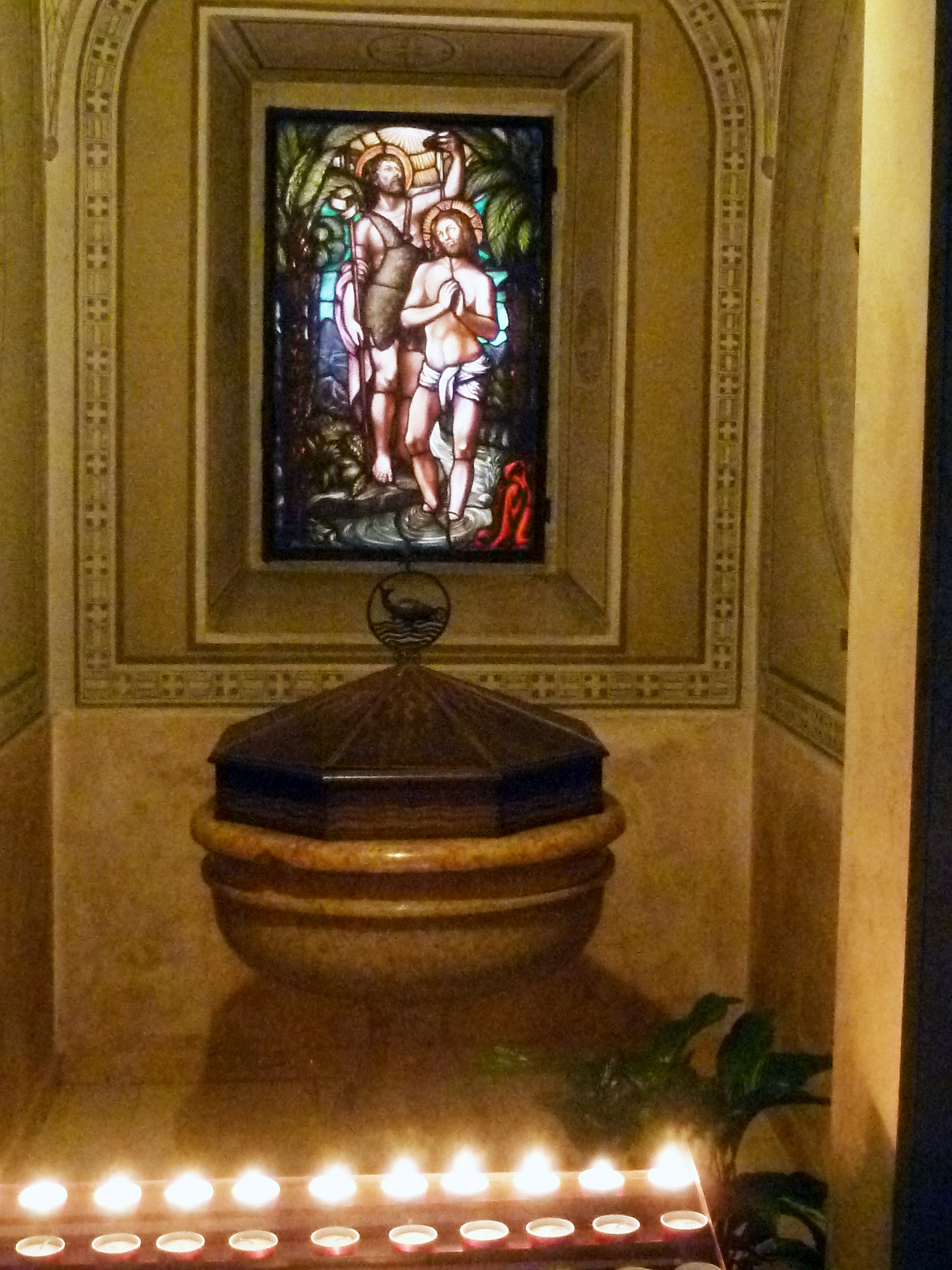
Fonte battesimale proveniente dalla primitiva chiesa di San Nicolò.

La solenne consacrazione venne celebrata nel 1891 dal vescovo Bartolomeo Bacilieri, coadiutore del cardinale e vescovo di Verona Luigi di Canossa.
Nei primissimi anni del XX secolo Giovanni Bevilacqua e Attilio Trentini decorarono gli interni.
Gli ultimi interventi di restauro conservativo si sono avuti nel 2011, ed hanno riguardato la copertura del tetto.

## Descrizione
La facciata è neoclassica ed è orientata verso sud ovest. Il campanile è a vela. L'interno è a croce latina. L'altar maggiore è in marmo dedicato ai santi titolari. Gli altari laterali nel transetto sono dedicati a San Giuseppe e alla Madonna del Rosario. La zona presbiteriale è coperta da una volta semisfera riccamente decorata con l'affresco Cristo trionfante sul paganesimo. 
Notevole, nel battistero, L'antico fonte battesimale in marmo della primitiva chiesa di San Nicolò.